# Ayush Mahesh Khedekar

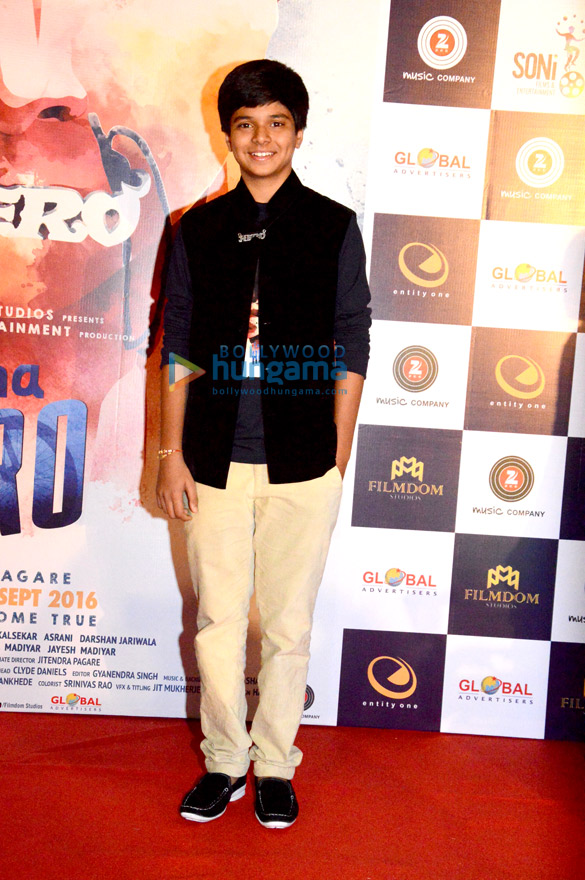

Ayush Mashesh Khedakar (Mumbai, 5 april 2000) is een Indiaas jeugdacteur.
In Slumdog Millionaire vertolkte hij in de flashbacks de jonge versie van Jamal Malik, het hoofdpersonage van de film. Als onderdeel van de cast van deze film won hij begin 2009 de prijs voor beste filmcast op de 15e Screen Actors Guild Awards. Voor zijn rol werd hij in november 2008 zelf al genomineerd voor de prijs voor meest veelbelovende nieuwkomer op de British Independent Film Awards.

## Filmografie
- Jai Gangaajal (2016)
- Gandhi of the Month (2014)
- Slumdog Millionaire (2008)

- International Standard Name Identifier: 0000 0000 5893 9126
- Library of Congress Control Number: no2009063102
- Système universitaire de documentation: 221333916
- Virtual International Authority File: 86393773
- WorldCat: E39PBJfxc6X6BYxjTCx7G4jt8C